# Boris Matić
Boris Matić (serbisch-kyrillisch Борис Матић; * 19. August 2004 in Belgrad) ist ein serbisch-kroatischer Fußballspieler.

## Karriere
Matić begann seine Karriere beim FK Roter Stern Belgrad. Zur Saison 2020/21 wurde er an den FK Grafičar Belgrad verliehen, zur Saison 2021/22 kehrte er wieder in die Jugend von Roter Stern zurück. Zur Saison 2023/24 wurde er erneut an den Zweitligisten Grafičar verliehen. Für Grafičar kam er in jener Saison zu 32 Einsätzen in der Prva Liga.
Zur Saison 2024/25 kehrte Matić nicht mehr zu Roter Stern zurück, er wechselte fest zum österreichischen Bundesligisten Wolfsberger AC, bei dem er einen bis 2027 laufenden Vertrag erhielt. Sein Debüt in der Bundesliga gab er dann im August 2024, als er am ersten Spieltag jener Saison gegen den SK Austria Klagenfurt in der Startelf stand.

## Erfolge
- Österreichischer Cupsieger: 2025